# Club Melilla Baloncesto
O Club Melilla Baloncesto é um clube profissional de basquetebol situado na Cidade Autônoma de Melilla, Espanha que atualmente disputa a Liga Ouro.

## História
Fundado em 1991 com a fusão do Baloncesto Melilla e o CB Tercio Gran Capitán. Os fãs do basquete da cidade buscavam ter espaço no esporte a nível nacional. Adquiriu uma vaga na 1ª Divisão B e tornou-se uma filial do Unicaja Málaga, se denominando Unicaja Melilla.
Com a criação da Liga EBA, o Melilla Baloncesto permaneceu nesta divisão ocupando a zona média de classificação. No ano de 1996 embarcou no projeto de criação da LEB Ouro que acabou por ser a segunda liga na Espanha. O Melilla Baloncesto foi a equipe que mais edições da LEB ouro disputou até hoje.
Em 1999 venceu sua primeira competição oficial, a Copa Príncipe de Astúrias, na qual veio como surpresa sendo o último a se classificar. Nesta mesma temporada ficou na segunda posição na temporada regular e acabou derrotado nas semifinais dos playoffs de promoção pelo Breogán Lugo.
Em 2001 vence novamente a Copa Príncipe de Astúrias desta vez em casa..

## Uniforme
| Casa | Visitante |

## Temporada por Temporada
| Temporada | Nível | Divisão    | Pos. | Pós Temporada     | RS    | PL  | Copas         | Copas |
| --------- | ----- | ---------- | ---- | ----------------- | ----- | --- | ------------- | ----- |
| 1991–92   | 2     | 1ª Divisão | 14   | Rebaixado         | 7–23  | 4–6 | –             | –     |
| 1992–93   | 2     | 1ª Divisão | 24   | –                 | 15–15 | 2–4 | –             | –     |
| 1993–94   | 2     | 1ª Divisão | 23   | –                 | 17–13 | –   | –             | –     |
| 1994–95   | 2     | Liga EBA   | 6    | –                 | 15–11 |     | –             | –     |
| 1995–96   | 2     | Liga EBA   | 4    | –                 |       |     | –             | –     |
| 1996–97   | 2     | LEB Ouro   | 7    | Quartas de Finais | 16–10 | 4–3 | –             | –     |
| 1997–98   | 2     | LEB Ouro   | 10   | Oitavas de Finais | 10–14 | 1–3 | Copa Príncipe | QF    |
| 1998–99   | 2     | LEB Ouro   | 3    | Semifinalista     | 18–8  | 4–4 | Copa Príncipe | C     |
| 1999–00   | 2     | LEB Ouro   | 5    | Quartas de Finais | 20–10 | 0–3 | Copa Príncipe | SF    |
| 2000–01   | 2     | LEB Ouro   | 12   | –                 | 11–19 | –   | Copa Príncipe | C     |
| 2001–02   | 2     | LEB Ouro   | 7    | Quartas de Finais | 15–15 | 2–3 | –             | –     |
| 2002–03   | 2     | LEB Ouro   | 11   | –                 | 13–17 | –   | –             | –     |
| 2003–04   | 2     | LEB Ouro   | 10   | –                 | 16–18 | –   | –             | –     |
| 2004–05   | 2     | LEB Ouro   | 12   | –                 | 14–20 | –   | –             | –     |
| 2005–06   | 2     | LEB Ouro   | 15   | –                 | 14–20 | –   | –             | –     |
| 2006–07   | 2     | LEB Ouro   | 13   | –                 | 15–19 | –   | Copa Príncipe | SF    |
| 2007–08   | 2     | LEB Ouro   | 10   | –                 | 15–19 | –   | –             | –     |
| 2008–09   | 2     | LEB Ouro   | 3    | Finalista         | 23–11 | 3–1 | Copa Príncipe | RU    |
| 2009–10   | 2     | LEB Ouro   | 4    | Semifinalista     | 25–9  | 4–5 | Copa Príncipe | C     |
| 2010–11   | 2     | LEB Ouro   | 11   | –                 | 14–20 | –   | –             | –     |
| 2011–12   | 2     | LEB Ouro   | 3    | Finalista         | 20–14 | 7–7 | –             | –     |
| 2012–13   | 2     | LEB Ouro   | 14   | Rebaixado         | 6–20  | –   | –             | –     |
| 2013–14   | 2     | LEB Ouro   | 11   | –                 | 10–16 | –   | –             | –     |
| 2014–15   | 2     | LEB Ouro   | 9    |                   | 13-15 |     | –             | –     |
| 2015-16   | 2     | LEB Ouro   | 2    | -                 | 22-8  | 9-2 | Copa Princesa | RU    |

## Troféus
- Campeão da Copa Príncipe de Astúrias(3 títulos)
  - 1999, 2001 e 2010